# كينيث الكسندر
كينيث الكسندر (بالإنجليزية: Kenneth Alexander)‏ هو مصور أمريكي، ولد في 3 مارس 1887 في لندن في المملكة المتحدة، وتوفي في 24 يناير 1975.

## وصلات خارجية
- كينيث الكسندر على موقع IMDb (الإنجليزية)